# Cittadella Ferrari
Cittadella Ferrari è il nome con cui viene identificata l'area che racchiude la sede, le infrastrutture, i centri ricerca e sviluppo e i vari stabilimenti produttivi della casa automobilistica italiana Ferrari e relativo reparto corse. Il complesso industriale sorge a Maranello in provincia di Modena. La struttura si colloca ai primi posti tra i migliori ambienti lavorativi e rappresenta una delle realtà tecnologiche e ingegneristiche più avanzate d'Italia e del Mondo. Ogni singolo edificio è stato progettato da un architetto famoso. Tutta l'area con i suoi strumenti ed edifici è stata progettata e pensata "a misura d'uomo" con diversi accorgimenti e innovazioni che rendono la cittadella Ferrari uno dei modelli più studiati al mondo dagli specialisti del settore automobili, architettura ed ingegneria.

## Gli edifici

### Galleria del Vento - Renzo Piano (1997)
È cronologicamente la prima tessera del programma “Formula Uomo”. Più che un edificio, ricorda un pezzo di motore: ed è proprio questo che, come era nelle intenzioni di Renzo Piano, autore del progetto, la distingue visivamente da ogni altra omologa struttura. Il suo elemento nodale è il condotto tubolare lungo 80 metri in cui, generato da una turbina, soffia un flusso d'aria di alta qualità, in termini di turbolenza, angolarità e uniformità, raggiungendo una velocità che equivale a circa 250 km/h per i modelli in scala 1:2, e circa 150 km/h per quelli in scala 1:1 e le vetture normali. Grazie a un meccanismo controllato da oltre 300 sensori e a un tappeto mobile sincronizzato con la velocità del vento si possono simulare e monitorare sui modelli tutti gli assetti e i movimenti tipici della guida: rollio, imbardata, beccheggio, sterzata.

### Nuove Lavorazioni Meccaniche - Marco Visconti (2001)

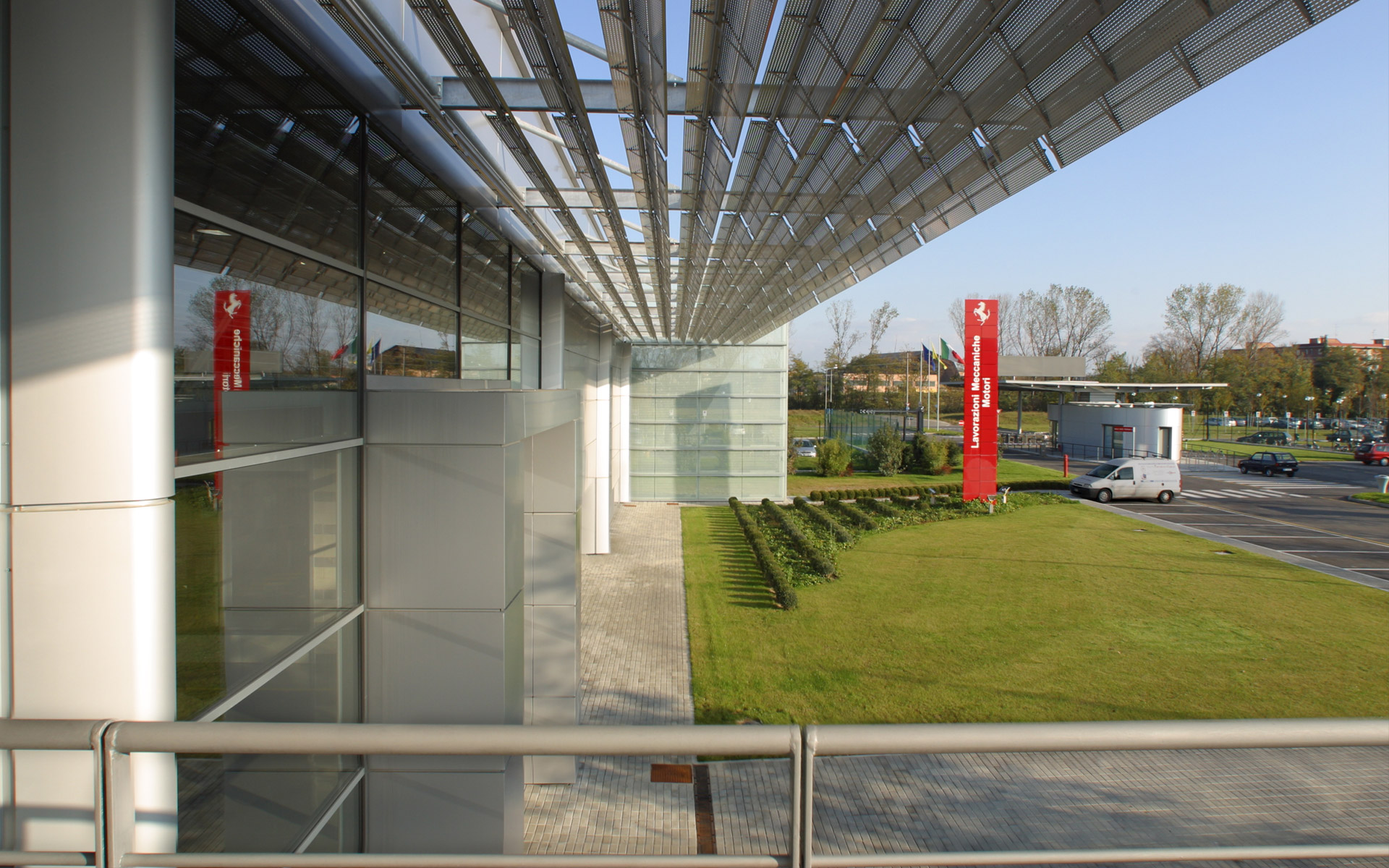
Padiglione meccanica Ferrari

In questo edificio, alta tecnologia, sofisticate lavorazioni artigianali e sostenibilità ambientale si integrano in modo sinergico molto efficace. Per raggiungere tale sintesi l'architetto Marco Visconti ha focalizzato l'attenzione su due fattori in particolare: la luminosità naturale modulata da una ben studiata impostazione di esposizioni e irraggiamenti solari e il controllo ambientale ottenuto mediante un flusso del lavoro chiaro e molto scorrevole, con le aree di lavoro - quindici - ben spaziate e percorsi ampi utilizzabili da più operatori contemporaneamente.

### Nuova Logistica Ges - Luigi Sturchio (2003)
Un dirigibile o un treno streamline come quelli che disegnavano negli anni trenta Raymond Loewy ed Henry Dreyfuss così appare, ancorata a lato della pista di Fiorano, l'avveniristica Nuova Logistica della Gestione Sportiva progettata da Sturchio Architects & Designers, dove batte il cuore logistico della Scuderia Ferrari.
Il raggiungimento del massimo in fatto di fruibilità e facilità d'uso dello spazio, il comfort dell'ambiente di lavoro e la flessibilità organizzativa: la flessibilità è assicurata dalla logica interconnessione delle varie parti funzionali con una linea di flusso che procede dagli uffici alla zona di movimentazione e stivaggio dei materiali, fino all'area destinata al carico e scarico degli automezzi e alla loro manutenzione.

### Nuova Verniciatura - Marco Visconti (2004)

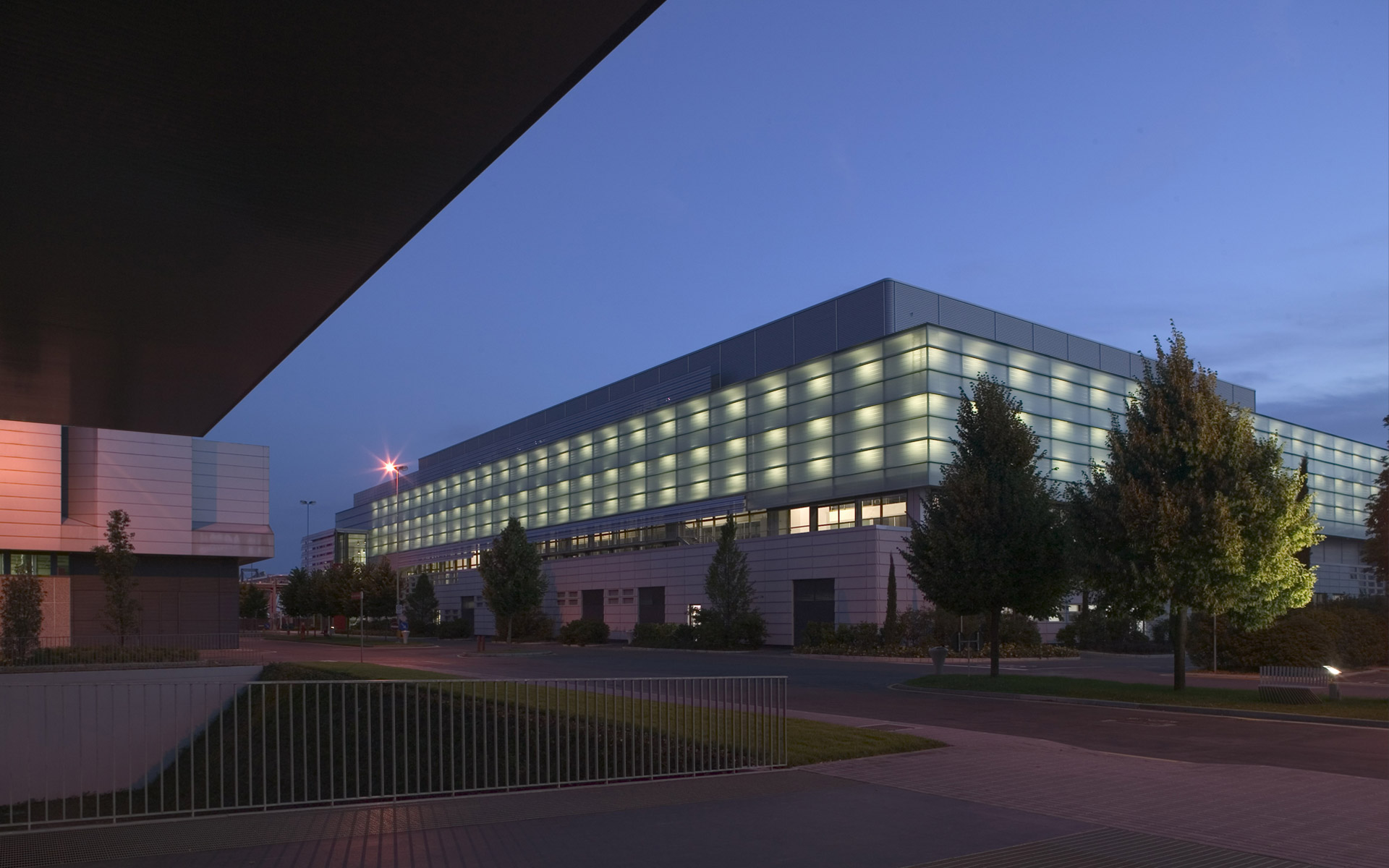
Il reparto verniciatura di Visconti

Il padiglione Verniciatura, progettato da Marco Visconti e inaugurato nel 2004, si presenta come una grande scatola articolata in tre corpi tra loro sfalsati, a cui corrispondono differenti zone operative.
Il rivestimento, in parte in alluminio e in parte in doghe di vetro opalino, crea un involucro opaco e scintillante interrotto da inserti trasparenti che consentono, dall'esterno, la vista delle fasi di lavorazione più interessanti: questa “epidermide” high-tech non ha solo funzione estetica, serve come filtro regolatore rispetto alle condizioni climatiche esterne, e contribuisce al rendiconto energetico della costruzione. Oltre alla luminosità, all'aria sempre controllata del microclima e alla funzionalità e sicurezza dei flussi lavorativi, il progetto ha poi puntato a minimizzare i contatti tra l'uomo e i materiali del ciclo di verniciatura.
Esemplare in tal senso il processo di pretrattamento e cataforesi eseguito in un tunnel ove le scocche vengono immerse e contemporaneamente ruotate di 360° in undici vasche in sequenza, il tutto senza alcun intervento umano.

### Centro Sviluppo Prodotto - Massimiliano Fuksas (2004)
È un edificio intrigante la cui totalità si svela solo attraverso la comprensione del particolare. La perfetta metafora del compito affidato dalla Ferrari all'architetto: creare una forte interazione, senza togliere loro l'autonomia ideativa tra i vari team di ricercatori e tecnici prima dislocati in molte aree dello stabilimento. Per promuovere tale interazione Fuksas si è affidato a un articolato montaggio di scatole trasparenti di estrema versatilità funzionale, disposte su quattro livelli: un palinsesto architettonico di estrema leggerezza e luminosità che stupisce per la forza impressagli da un volume aggettante staccato dal resto della costruzione, e per la superficie d'acqua che copre il primo livello e con i suoi riflessi sembra smaterializzare la costruzione. Importante per completare questo quadro di serenità orientale è il piccolo “bosco” di bambù al centro dell'edificio: un tocco naturale che fa dell'opera di Fuksas un riuscito esempio di architettura bioclimatica.

### Ristorante aziendale - Marco Visconti (2008)

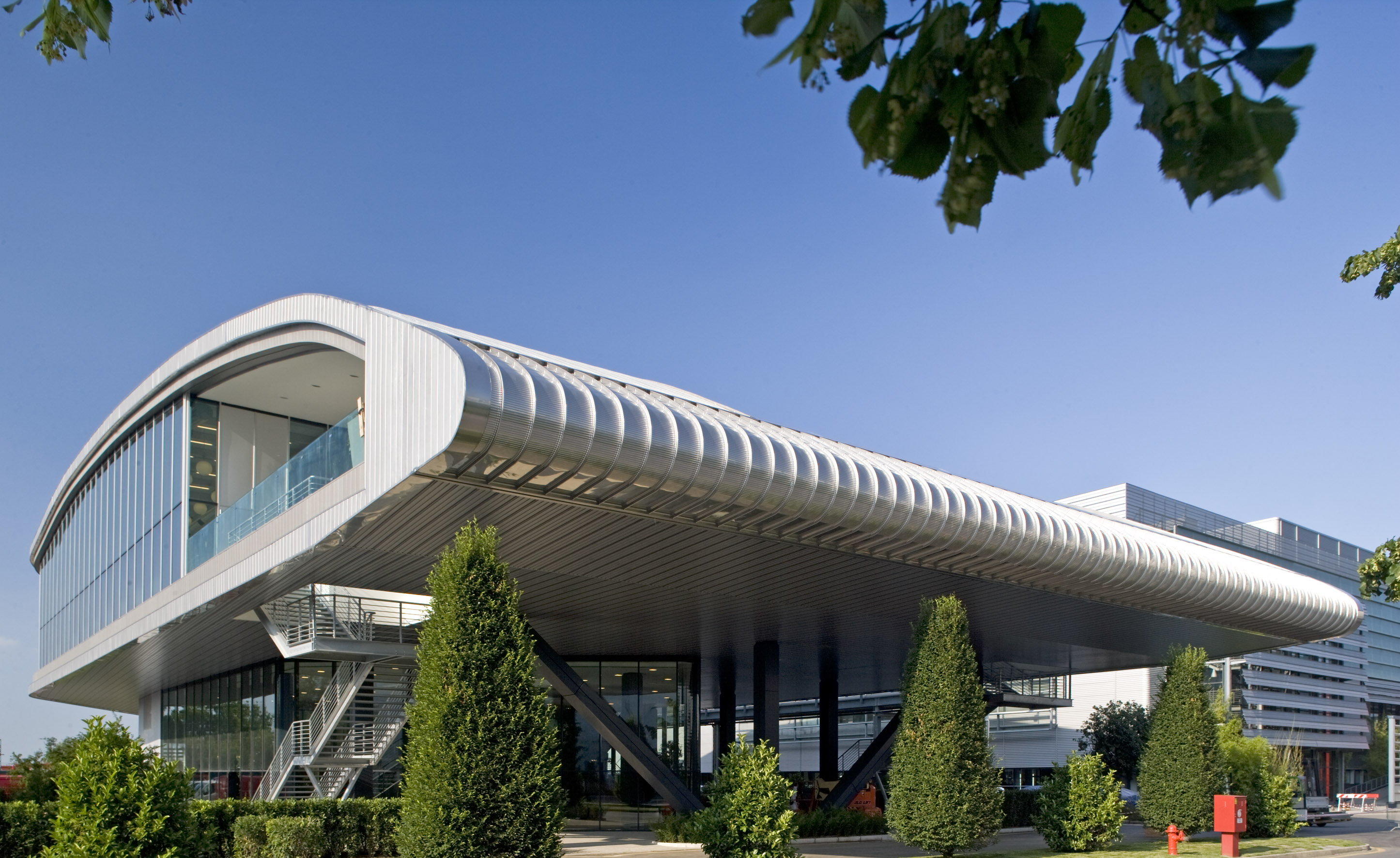
Ristorante Aziendale

Il motivo ispiratore dell'edificio è la sezione di una pala di elicottero: da esso il progettista ha tratto un volume plastico che introduce un emozionale stacco espressivo rispetto al rigore geometrico delle costruzioni circostanti. La scelta formale non è fine a sé stessa: segnala una differenza funzionale, di svago, all'interno del contesto industriale. Dalla piazza coperta formata dal volume sospeso e dall'atrio si sale agli spazi del training centre che si prolunga in un giardino pensile sovrastante le cucine; quindi, al secondo piano, si accede al ristorante la cui grande vetrata ad arco dilata la percezione dello spazio. L'edificio risponde ai più avanzati criteri energetici, il corpo principale scherma l'interno dalla radiazione solare diretta, il rivestimento in lamiere corrugate crea, quando lambito dal vento, una ventilazione naturale, la qualità dell'aria è costantemente controllata. All'interno gli arredi, firmati Cappellini, sono disposti a isole per dar vita a forme di aggregazione.

### Nuove Linee di Montaggio - Jean Nouvel (2008)
Ideato da Jean Nouvel come espansione dell'esistente edificio per l'assemblaggio delle 12 cilindri, il reparto Nuove Linee di Montaggio è la più recente implementazione della “cittadella” Ferrari. Per affermare il connubio tra eccellenza tecnologica e altissima artigianalità, Nouvel ha reinterpretato alcuni elementi tipici del suo linguaggio: trasparenza e luminosità ottenute con la copertura in lamelle specchianti e grandi lucernai. Al centro del complesso le lamelle disegnano il Cavallino Ferrari percepibile camminando nel reparto. Una sorta di recinto rosso delimita l'interno dell'area del progetto. L'involucro esterno della costruzione è invece rivestito con lamiera grecata d'acciaio inox a specchio per riflettere il mobile gioco di cromie della vita all'esterno dell'edificio; fattore verde: all'interno, microgiardini formano un filtro vegetale tra vecchio e nuovo edificio che serve anche ad assorbire la rumorosità.

### Centrale di trigenerazione e impianto fotovoltaico
Entrato in funzione a giugno 2009, l'impianto di trigenerazione della Ferrari (un sistema di produzione combinata di energia elettrica, termica e frigorifera) è fra i più grandi d'Italia ed il primo adottato da un'azienda costruttrice di auto sportive. Fedele al proprio impegno a tutto campo sui temi della riduzione dell'impatto ambientale, Ferrari persegue l'aumento dell'efficienza e della sostenibilità non solo attraverso nuove tecnologie da applicare alle vetture, ma anche grazie a importanti investimenti sulle infrastrutture ambientali che hanno già prodotto considerevoli risultati.
Insieme all'impianto fotovoltaico installato nel 2008 sul tetto della Nuova Meccanica, il nuovo impianto di trigenerazione rende Ferrari quasi del tutto autonoma dal punto di vista energetico. Peraltro la piccola parte di energia ancora approvvigionata da fornitori esterni proviene esclusivamente da fonti rinnovabili, portando ad una rilevante riduzione delle emissioni di CO² degli impianti di Maranello di circa 30.000 tonnellate, ovvero del 40% nel 2010.

### Officina Pilota
Il padiglione Officina Pilota, nota anche come Pilotino, si presenta come una scatola di medie dimensioni. Fu ampliata tra il 2018 e il 2019. È situata davanti al reparto Montaggio Motori e a fianco al ristorante aziendale.

### Compositi (1991)

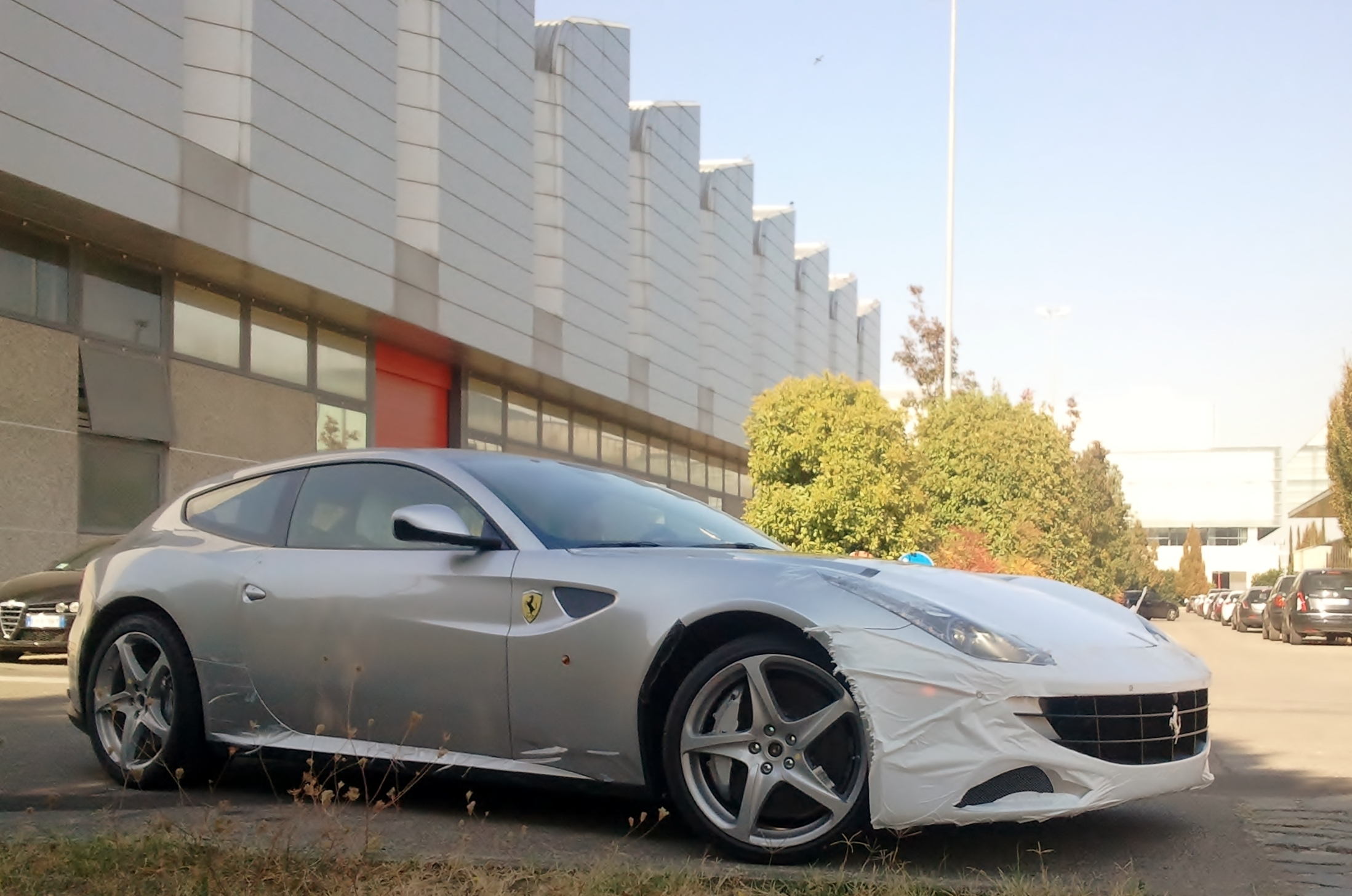
La Ferrari FF alle spalle il reparto Compositi.

Il padiglione Compositi, si presenta come una scatola di grandi dimensioni con sheds curvi che chiudono l'edificio; ogni shed è diviso centralmente in modo da creare un corridoio di ispezione. Trasversale e longitudinale sono a colonne incastrate alla base e libere in sommità per le azioni verticali. Per le forze orizzontali gli schemi statici nei due piani prevedono colonne incastrate alla base ed un sistema misto incastro-cerniera in sommità, con incastro nella direzione di provenienza della forza e cerniera nella direzione opposta. Inizialmente erano due padiglioni distinti che dividevano i raparti Compositi GES e Meccanica GES. Nel 2023 fu aggiunta una parte centrale un’estensione del reparto di meccanica GES da allora prese l'attuale denominazione Compositi.